# Campeonato Europeu de Halterofilismo de 1960
O 40º Campeonato Europeu de Halterofilismo foi organizado pela Federação Internacional de Halterofilismo em Milão, na Itália entre 3 a 5 de maio de 1960.

## Medalhistas
| Evento                     | Ouro                                 | Ouro     | Prata                                | Prata    | Bronze                          | Bronze   |
| -------------------------- | ------------------------------------ | -------- | ------------------------------------ | -------- | ------------------------------- | -------- |
| Galo (56 kg)               | Vladimir Stogov · União Soviética    | 330,0 kg | Imre Földi · Hungria                 | 310,0 kg | Marian Jankowski · Polónia      | 307,5 kg |
| Pena (60 kg)               | Yevgueni Minayev · União Soviética   | 360,0 kg | Sebastiano Mannironi · Itália        | 352,5 kg | Rudolf Kozłowski · Polónia      | 307,5 kg |
| Leve (67,5 kg)             | Marian Zieliński · Polónia           | 377,5 kg | Mustafa Yagly-Ogly · União Soviética | 375,0 kg | Zdeněk Otáhal · Tchecoslováquia | 355,0 kg |
| Médio (75 kg)              | Alexandr Kurynov · União Soviética   | 420,0 kg | Győző Veres · Hungria                | 397,5 kg | Jan Bochenek · Polónia          | 385,0 kg |
| Meio-pesado-leve (82,5 kg) | Rudolf Pliukfelder · União Soviética | 442,5 kg | Ireneusz Paliński · Polónia          | 425,0 kg | Marcel Paterni · França         | 415,0 kg |
| Meio-pesado (90 kg)        | Vitali Dvigun · União Soviética      | 442,5 kg | Vladimir Savov · Bulgária            | 417,5 kg | Lazăr Baroga · Roménia          | 417,5 kg |
| Pesado (+ 90 kg)           | Yuri Vlasov · União Soviética        | 500,0 kg | Ivan Veselinov · Bulgária            | 460,0 kg | Alberto Pigaiani · Itália       | 445,0 kg |

## Quadro de medalhas
| Ordem | País            | Medalha de ouro | Medalha de prata | Medalha de bronze | Total |
| ----- | --------------- | --------------- | ---------------- | ----------------- | ----- |
| 1     | União Soviética | 6               | 1                | 0                 | 7     |
| 2     | Polónia         | 1               | 1                | 3                 | 5     |
| 3     | Bulgária        | 0               | 2                | 0                 | 2     |
| 3     | Hungria         | 0               | 2                | 0                 | 2     |
| 5     | Itália          | 0               | 1                | 1                 | 2     |
| 6     | Tchecoslováquia | 0               | 0                | 1                 | 1     |
| 6     | França          | 0               | 0                | 1                 | 1     |
| 6     | Roménia         | 0               | 0                | 1                 | 1     |
| Total | Total           | 7               | 7                | 7                 | 21    |